# Claude Ferréol Pagnier
Pour les articles homonymes, voir Pagnier.
Claude Ferréol Pagnier, né le 6 octobre 1828 à Petite-Chaux et mort le 25 juillet 1870 à hameau de Schirlenhof sur la commune de Gundershoffen, est le premier militaire français « officiellement » tué au combat au début de la guerre franco-allemande de 1870.

## Biographie
Claude Pagnier est né dans une famille d'agriculteur de la Petite-Chaux dans le Doubs.

### États de service
Il est incorporé le 5 avril 1850 au 5e escadron du 12e régiment de chasseurs à cheval. Il est nommé brigadier le 27 juillet 1856. Il se distingue lors de l'expédition du Mexique et reçoit la médaille militaire en 1863. Au retour de son régiment en France en 1867, il est fait chevalier de la Légion d'honneur,.
En 1869, il se réengage pour deux ans dans le même régiment.

Représentation du combat mené le 25 juillet 1870 par le 4^{e} peloton du 5^{e} escadron du régiment face à des dragons badois en reconnaissance à Schirlenhof (Gundershoffen).

### L'escarmouche de Schirlenhof
Le 19 juillet 1870, la France déclare la guerre à la Prusse. Le 24 juillet, le 12e régiment de chasseurs à cheval est stationné à Niederbronn-les-Bains quand les gendarmes de Wœrth] le préviennent que la bourgade a été traversé par un groupe d'Allemands. Des patrouilles sont lancées dans toutes les directions.
La patrouille allemande, du 3e régiment de dragons badois, est composée de quatre officiers francophones et de sept dragons. Elle est commandée par le capitaine comte Ferdinand von Zeppelin. Le 25 juillet, les dragons sont à l'auberge de Schirlenhof où ils prennent leur repas. C'est là que les surprend le peloton du lieutenant Jacques Marie de Chabot, dont fait partie le maréchal-des-logis Pagnier. 
Lorsque les Français pénètrent dans la cour de l'auberge, la sentinelle allemande, tire à la carabine sur Claude Pagnier qui meurt sur le coup. Le lieutenant Chabot blesse mortellement le second-lieutenant Winsloe de deux balles de pistolet dans le ventre. Ce dernier mourra quelques heures plus tard. Le capitaine von Zeppelin profite de la confusion du combat pour s'enfuir par l'arrière de l'auberge. Il rejoint ses lignes sans problèmes le 26 juillet.
Les deux pays revendiqueront la victoire lors de cette escarmouche. Les Français parce qu'ils ont arrêté et capturé l'essentiel de la patrouille, les Allemands car le capitaine von Zeppelin est revenu avec tous les renseignements sur le déploiement des troupes françaises malgré la perte de ses hommes.
Le maréchal-des-logis Pagnier et le lieutenant Winsloe sont considérés « officiellement » par les deux pays comme les premiers morts de la guerre.

### Les premiers morts non officiels
Claude Pagnier est le premier mort officiel, mais il y a eu d'autres victimes avant l'accrochage de Schirlenhof. Dans la nuit du 20 au 21 juillet (quatre jours plus tôt), sur les hauteurs de Forbach, le sergent-major Biron du 8e régiment d'infanterie , au retour d'une ronde aux avant-postes, est abattu par un tir ami provenant du 23e régiment d'infanterie.
Dans la même nuit et la même région, un détachement du 67e régiment d'infanterie, commandé par le colonel Jean Thibaudin, a un blessé et un tué lors d'une escarmouche. L'histoire n'a pas retenu le nom de ce premier mort.
Toujours dans la même nuit, pendant une reconnaissance vers Spicheren,  un détachement, du 6e escadron du 5e régiment de chasseurs à cheval, commandé par le colonel de Séréville, rencontre des Allemands et le chasseur Goudart est tué lors d'un échange de tir.
Le 23 juillet, au poste douanier de Schreckling, PIerre Mouty, un ancien militaire repousse une première patrouille de uhlans. Vers 22 h, un détachement d'infanterie prussienne attaque le poste et tire sur les deux douaniers de garde, qui refusent de se rendre, puis les achève à la baïonnette. Pierre Mouty succombe, mais son collègue Lejust survivra à ses 19 blessures. Le 23 juillet 1906, un monument à la mémoire du douanier Mouty est inauguré au cimetière de Château-Rouge proche de Scherckling. Il porte l'épitaphe « Première victime de la guerre de 1870-71 ».

## Décorations
- Chevalier de la Légion d'honneur (1867) ;
- Médaille militaire (1863) ;

## Reconnaissance
- Une plaque commémorative à la mairie de la Petite-Chaux est posée par le Souvenir français en 1900 [2],[1] ;
- Une plaque dans l'église Notre-Dame-du-Soldat de Hans [1] ;
- Un obélisque, surmontée d'une croix, est élevée en 1890 sur sa tombe par le Souvenir français. Il y est gravé le texte suivant [2],[5],[6]:

« Ici repose 
la première victime française de la guerre Franco-Allemande 1870-1871 
Claude Ferréol Pagnier 
maréchal des logis 
du 12e régt. de chasseur à cheval 
Chevalier de la légion d'honneur 
tué dans une reconnaissance 
à Shirlenhof le 25 juillet 1870 
R.I.P »

- Deux plaques sur le mur de l'ancienne auberge de Schirlenhof dont l'une porte la mention suivante[7] :

« A la mémoire du maréchal des logis Pagnier du 12e Regt. de chasseurs à cheval tué le 25 juillet 1870. Première victime française de la guerre 1870-71. Le Souvenir français. »

## Voir Aussi
: document utilisé comme source pour la rédaction de cet article.